# بيكتومتري الدولية
بيكتومتري الدولية (بالإنجليزية: Pictometry International)‏ هي شركة قياس جوي مقرها في هنريتا، نيويورك، تعمل على تطوير برمجيات تستخدم صورًا جوية ثلاثية الأبعاد لعرض صور عالية الدقة للمباني بأكملها. تم تطوير تقنية بيكتومتري إنترناشيونال في معهد روتشستر للتكنولوجيا وتظهر الهياكل بزاوية مائلة أو بزاوية 45 درجة، من جميع الجوانب مما يوفر منظورًا وصورًا علوية دقيقة تصل إلى 1/100 من البوصة.  تمتلك الشركة 80 طائرة من طراز Cessna توفر تصويرًا جويًا عالي الدقة في المقاطعات التي تضم 95 بالمائة من سكان الولايات المتحدة.